# Bernard Cornfeld
Bernard („Bernie“) Cornfeld (* 17. August 1927 in Istanbul, Türkei; † 27. Februar 1995 in London, Vereinigtes Königreich) war ein US-amerikanischer Unternehmer, der beschuldigt wurde, betrügerische Investments in US-Anlagefonds verkauft zu haben.

## Herkunft und Jugend
Cornfelds Vater stammte aus einer jüdischen Familie, sein Vater war in Rumänien und seine Mutter in Russland geboren. Die Familie lebte in Istanbul, wo der Vater als Schauspieler arbeitete. 1931 emigrierte sie in die Vereinigten Staaten und ließ sich in Brooklyn nieder. Zwei Jahre später starb der Vater. Cornfeld versuchte früh, mit verschiedenen Tätigkeiten ein Zubrot zu verdienen und arbeitete nach der Schule als Obstverkäufer und lieferte Waren aus. Als der Vater eines Schulfreundes starb, gründete er gemeinsam mit diesem von 3.000 US-Dollar Versicherungssumme aus der Sterbekasse eine Bude für „Alters- und Gewichtsschätzung“ in einem Vergnügungspark auf Coney Island. Dort zeigte sich Cornfelds Verkaufsbegabung früh, der, obwohl er stotterte, die Geschäftsidee zum Erfolg machte.
Während des Zweiten Weltkriegs diente Cornfeld in der US-Marine. Nach Kriegsende besuchte er das Brooklyn College, das er mit einem Bachelor of Arts in Psychologie verließ, um anschließend an der Columbia University einen Master of Arts in Sozialarbeit zu erwerben.

## Karriere und Skandal
Cornfeld arbeitete zunächst als Sozialarbeiter, wechselte aber bald zu der Investmentgesellschaft IPC-Fonds von Walter Benedick, um sein Verkaufstalent einzusetzen. 1955 verließ er New York und gründete in Paris mit einigen wenigen hundert Dollar Ersparnissen eine eigene Gesellschaft für offene Wertpapier-Investmentfonds. Indem er als Kunden zunächst überwiegend in Europa stationierte US-amerikanische Soldaten gewann, konnte er geschickt amerikanische und europäische Steuerbestimmungen umgehen. Cornfeld bemerkte schnell, dass erheblich mehr Geld zu machen war, wenn er nicht nur Fondsanteile verkaufte, sondern selbst eine eigene Fondsverwaltungsgesellschaft betrieb.
So schuf er im folgenden Jahrzehnt eine eigene Fondsgesellschaft, die Investors Overseas Services (IOS), die ab 1960 als Aktiengesellschaft IOS Ltd. mit Sitz in Panama agierte. Er stellte 25.000 Vertreter ein, die seine achtzehn Anlagefonds durch Telefonverkauf und Haustürgeschäft in Europa, besonders in Deutschland, an Kleinanleger verkauften. Eine bevorzugte Zielgruppe waren weiterhin US-Auswanderer und -Soldaten, welche die US-Einkommensteuern umgehen wollten. Cornfeld nannte sein Schneeballsystem „Peoples Capitalism“ (Volkskapitalismus).
In den nächsten zehn Jahren wuchsen die IOS und verwalteten etwa 2,5 Milliarden US-Dollar. Durch ein undurchsichtiges Geflecht von weiteren Fonds, in die insbesondere der „Fund of Funds“ investierte, verschwand ein erheblicher Teil des Anlagevermögens. Es gelang Cornfeld auch, Prominente für die Unterstützung seiner „Geschäftsidee“ zu gewinnen. In Deutschland spielte dabei der FDP-Politiker Erich Mende eine unrühmliche Rolle. Ein Mitarbeiter jener Jahre, der später selber sehr erfolgreich wurde, war der Gründer der Reederei MSC, Gianluigi Aponte. Als eine Periode der Börsenschwäche eintrat und Kunden ihre Anteile verkauften, brach das System zusammen.
Eine Gruppe von etwa dreihundert IOS-Angestellten erstattete 1969 in der Schweiz Strafanzeige, da die IOS-Führung sie dazu ermuntert hatte, IOS-Aktien zu erwerben, was viele Mitarbeiter aus der unteren und mittleren Unternehmensebene, oftmals mit geliehenem Geld, taten. Als Cornfeld kurz danach Genf besuchte, wurde er verhaftet und saß elf Monate in Untersuchungshaft, bevor er gegen eine Kaution von 600.000 US-Dollar auf freien Fuß gesetzt wurde. Cornfeld beteuerte immer seine Unschuld und beschuldigte sein Management. Der Prozess gegen ihn fand 1979 statt, dauerte drei Wochen und endete mit einem Freispruch.

## Privatleben
Cornfeld, der für seine aufwändige Lebensführung mit verschwenderischen Partys bekannt war und den Ruf eines Playboys genoss, besaß eine Villa in Genf, ein Schloss aus dem 12. Jahrhundert im französischen Burgund, ein Haus im Londoner Nobelviertel Belgravia, eine Villa in Hollywood und eine eigene Flotte von Privatflugzeugen. Es werden ihm Affären mit Victoria Principal, Prinzessin Ira von Fürstenberg, Alana Hamilton (die zunächst mit George Hamilton und später mit Rod Stewart verheiratet war) und Heidi Fleiss nachgesagt.
In Beverly Hills erwarb Cornfeld die 1909 erbaute und einstmals von Douglas Fairbanks bewohnte „Grayhall Mansion“. Dort empfing er gute Bekannte wie Victor Lownes, Tony Curtis und Hugh Hefner, bei dem er sich wiederum auf den Playboy-Partys sehen ließ.
1976 heiratete er die als Fotomodell tätige Lorraine Armbruster, mit der er eine Tochter – Jessica Cornfeld – bekam. Die Ehe zerbrach jedoch bald.
In seinen letzten Jahren leitete er eine Erschließungsfirma in Arizona und eine Immobilienfirma in Los Angeles. Nach Aussage seiner Tochter, die am 29. Juni 2003 in der britischen Sonntagszeitung Mail on Sunday einen Artikel unter dem Titel „My father, the playboy who could never get enough lovers“ („Mein Vater, der Playboy, der nie genug Geliebte haben konnte“) veröffentlichte, war er bis zu seinem Tod gut mit Heidi Fleiss befreundet. Er starb an den Folgen einer Gehirnblutung.

## Belege
1. ↑  red: Luxus und Genuss: Reichtum de Luxe in Bilanz, 29. November 2005 (Memento vom 16. Dezember 2013 im Internet Archive)

| Personendaten    | Personendaten                           |
| ---------------- | --------------------------------------- |
| NAME             | Cornfeld, Bernard                       |
| ALTERNATIVNAMEN  | Cornfeld, Bernie                        |
| KURZBESCHREIBUNG | rumänisch-US-amerikanischer Unternehmer |
| GEBURTSDATUM     | 17. August 1927                         |
| GEBURTSORT       | Istanbul, Türkei                        |
| STERBEDATUM      | 27. Februar 1995                        |
| STERBEORT        | London                                  |